# De statua
Il De statua è un trattato, in lingua latina, composto da Leon Battista Alberti e relativo alla teoria della scultura. Fu composto nel 1462, pubblicato nel 1464 e tradotto in italiano nel 1568.

## IlDe statuanell'opera di Alberti
Il De statua compone la trilogia sulle arti maggiori insieme con il De re aedificatoria (architettura) e il De pictura (pittura), in cui Alberti, raccolse, sistemandole razionalmente, tutte le teorie legate alle innovazioni artistiche del Rinascimento, attingendo anche ad una rilettura critica delle fonti classiche.
Il De Statua si distingue dai due precedenti per la sua brevità, per la minor ambizione teorica e per una certa astrusità di linguaggio.
Da rilevare come Alberti, con questo trattato, sia uno dei primi a riconoscere dignità intellettuale alla scultura, prima di allora sempre condizionata dal pregiudizio verso un'attività tanto manuale.

## Storia
La datazione dell'opera è sempre stata piuttosto controversa anche se tradizionalmente  l'opera risulterebbe composta intorno al 1462 come ultima opera in ordine cronologico della trilogia relativa alle arti maggiori. Tuttavia a causa delle specifiche caratteristiche relative al linguaggio astruso ed alla brevità del testo che ne determinerebbero un minor valore culturale rispetto al De re aedificatoria ed al De pictura, è stato  ipotizzato, per spiegare tali presunti difetti, che in realtà si possa trattare della prima esperienza teorica dell'Alberti nel campo dell'arte, risalente agli inizi degli anni trenta del Quattrocento.
Non manca chi colloca la stesura dell'opera intorno al 1450.
Fu tradotta in italiano solo nel 1568 da Cosimo Bartoli. Il testo latino originale fu pubblicato solo alla metà del XIX secolo da Anicio Bonucci, mentre solo recentemente sono state pubblicate traduzioni moderne.

## Contenuto dell'opera
Il trattato si compone di 19 capitoli. Alberti parte dalla definizione dell'arte plastica tridimensionale distinguendo la scultura o per via di porre o per via di levare, dividendola secondo la tecnica utilizzata:
- togliere e aggiungere: sculture con materie molli, terra e cera eseguita dai "modellatori"
- levare: scultura in pietra, eseguita dagli "scultori"

Pur sulla scorta di Plinio, mai tale differenza, che fu determinante nella concezione artistica di molti scultori come Michelangelo, era stata espressa con tanta chiarezza.

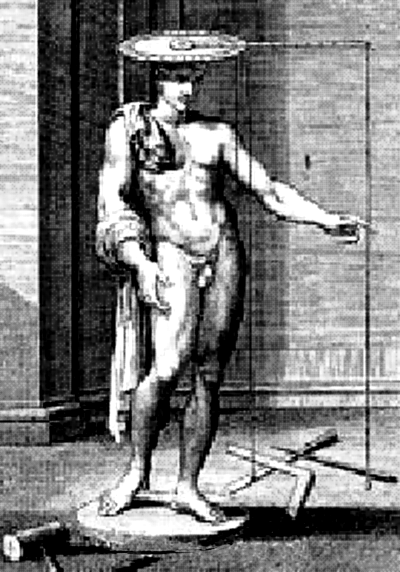
Il definitor

Dopo aver definito che il fine ultimo della scultura è l'imitazione della natura, relativamente al metodo Alberti distingue:
- la dimensio (misura) che definisce le proporzioni generali ed universali dell'oggetto rappresentato. Può essere realizzata mediante l’exempeda, una riga diritta modulare atta a rilevare le lunghezze e squadre mobili a forma di compassi (normae), con cui misurare spessori, distanze e diametri. Tali strumenti possono determinare la dimensione esatta ed in definitiva le proporzioni di qualsiasi parte del suo modello.[2]
- la finitio (definizione) relativa alla definizione individuale dei particolari dell'oggetto rappresentato. Alberti suggerisce di procedere con uno strumento da lui ideato: il definitor o finitorium, un disco circolare cui è fissata un'asta graduata rotante, da cui pende un filo a piombo. Con esso si può determinare qualsiasi punto sul modello mediante una combinazione di coordinate polari e assiali, rendendo possibile un trasferimento meccanico dal modello (in scala o al naturale) al marmo, come in un moderno pantografo.[2] Alberti, vantando la possibilità che offre il metodo di replicare varie volte la stessa statua, anche a distanza di centinaia di chilometri, o di realizzare varie parti della scultura in diversi laboratori, sembra anticipare aspetti della modernità industriale ed addirittura della digitalizzazione, visto che il definitor trasformava i punti rilevati sul modello in dati alfanumerici.[5]

Infine Alberti propone anche un sistema di proporzionamento armonico del corpo umano, di tipo modulare, contraddicendo in parte l'approccio scientifico e matematico sopra descritto e l'intenzione espressa di dedurre le proporzioni con misurazioni empiriche.

## Influenza culturale
Gli aspetti sopra richiamati hanno fatto trascurare il trattato agli storici dell'arte e non è stata sufficientemente indagata la sua influenza sulla pratica artistica rinascimentale.  Recentemente è stato messo in luce come Alberti sia uno degli iniziatori della raffigurazione 'scientifica' della figura umana che è uno dei temi che percorre la cultura figurativa rinascimentale. In particolare, per quel che riguarda i sistemi di definizione meccanica dei volumi proposti da Alberti, risulta che appassionarono Leonardo il quale approntò, come si può rilevare dai suoi disegni, dei sistemi alternativi, sviluppati a partire dal trattato albertiano.

## Il rapporto con l'antico
Alberti come anche in altre opere non riscopre e rivaluta semplicemente il pensiero dei classici ma ne tenta sempre una rilettura critica finalizzata ad un "superamento" moderno della classicità.
Nella trattazione sono riportati elementi dell'opera di Vitruvio, in particolare per quanto riguarda l'idea che un'arte finisce un'altra arte nel senso che un'arte come la scultura completa un'altra arte come l'architettura. Ad esempio, una statua posta in un loculo di una facciata di una chiesa riesce a completarla ed Alberti al riguardo dà regole da seguire per le diverse collocazioni delle sculture.
Nel trattato, inoltre, si dà il giusto risalto al materiale usato importante per far risaltare la perfezione e la lavorazione della scultura e per riuscire a dare il giusto chiaroscuro.
Della statuaria classica viene rilevato in particolar modo l'equilibrio e la compostezza delle proporzioni della scultura greca, per esempio di Policleto.